# Улица Аллы Тарасовой

Дом № 5 по улице Аллы Тарасовой гостиница «Hyatt»

У́лица А́ллы Тара́совой — улица в Шевченковском районе города Киева. Пролегает от Михайловского переулка до Владимирского проезда.
Протяжённость улицы 160 м.

## История
Известна с XVIII века под названием Троицкий переулок, от одноимённой церкви, стоявшей поблизости (разобрана в 1858 году). Реконструирован в середине XIX столетия, на то время имел параллельное название Рыльский переулок (а нынешний Рыльский переулок, наоборот, имел название Троицкая улица). С 1940 года (повторное решение про переименование — 1944 году) и до 1979 года — Маложитомирский переулок. Современное название — в честь А. К. Тарасовой — с 1979 года.

## Географические координаты
координаты начала 50°27′10″ с. ш. 30°31′08″ в. д.
координаты конца 50°27′14″ с. ш. 30°31′04″ в. д.

## Транспорт
- Станция метро «Площадь Независимости»

## Почтовый индекс
01001

## Здания
- Жилой дом — памятник архитектуры (дом № 4)
- Гостиница «Hyatt» (дом № 5)